# Liste de personnalités de Champagne-Ardenne

La Champagne dans ses limites du XVIIIe siècle avec les communes et départements actuels

Ce page présente une liste de personnalités nées ou ayant vécu dans la province de Champagne:

## Antiquité
- Remus, fondateur mythique de Reims. Il aurait survécu aux blessures infligées par son frère lors de la fondation de Rome et se serait réfugié en Gaule où il aurait fondé Reims.
- Prince de Lavau, noble celte, probablement Tricasse.
- Amateur (?-343), premier évêque de Troyes.
- Patrocle de Troyes (?-259), soldat martyr, patron de la ville de Soest. Il est à l'origine du nom des communes de Saint-Parres-aux-Tertres et Saint-Parres-lès-Vaudes.
- Savinien et Savine de Rilly (?-275), martyrs chrétiens grecs. Elle est à l'origine du nom de la commune de Sainte-Savine.
- Syre de Troyes (?-275), martyr chrétienne gauloise.
- Jule de Troyes (IIIe siècle) martyre chrétienne[1].
- Mesmin (?-451), diacre chrétien martyr de la main d'Attila. Il donne son son aux communes de Saint-Mesmin.
- Potentien, martyr et compagnon de Savinien.
- Loup de Troyes (?-479), évêque de Troyes, compagnon de Germain d'Auxerre et protecteur de sa cité face à Attila

## Moyen Âge

Blason de la Champagne

- Ragnégisile (?-637), évêque de Troyes
- Prudence de Troyes (?-861), mort à Troyes, évêque de Troyes qui réforma plusieurs monastères.
- Flodoard, (Épernay 894 - Reims 966), historien (Annales de 919 à 966/ Histoire de l’Église de Reims...), curé de Cormicy.
- Ansegise (914- 28 décembre 970), évêque de Troyes, grand aumônier de France et chancelier du roi Raoul
- Robert de Molesme (°1029-†1111), moine réformateur, fondateur de l'ordre cistercien, né dans cette ville ; fondateur de l'abbaye de Cîteaux et de l'abbaye de Molesme, où il mourut en 1111.
- Urbain II, (1042-1099), pape né dans le comté de Champagne. Il est à l'origine de la première croisade en lançant, le 27 novembre 1095, l'appel de Clermont qui en sera le déclencheur.
- Rachi (env. 1040-1105), Juif né à Ramerupt village près de Troyes, exégète biblique et talmudique à Troyes.
- Hugues de Paris (?-1072), évêque de Troyes.
- Hugues de Dampierre (?-1081), évêque de Troyes.
- Hugues de Payns (1070-1136), né à Payns près de Troyes, fondateur des Templiers en participant à la première croisade.
- Philippe de Pont (?-1121), évêque de Troyes.
- Bernard de Fontaine, abbé de Clairvaux, né en 1090 à Fontaine-lès-Dijon et mort le 20 août 1153 à l'abbaye de Clairvaux, est réformateur de la vie religieuse catholique. Mort en 1153, il est canonisé dès 1174 et devient ainsi saint Bernard de Clairvaux. Il est déclaré Docteur de l'Église catholique en 1830 par le pape Pie VIII.
- Chrétien de Troyes (v. 1135- v. 1183), né à Troyes, auteur médiéval de littérature héroïque (notamment autour du Graal) et de littérature courtoise
- Urbain IV (ca. 1195-1264), né à Troyes sous le nom de Jacques Pantaléon, pape
- Thibaud IV le Chansonnier (1201-1253), né à Troyes, comte de Champagne et roi de Navarre (1234-1253) sous le nom de Thibaud Ier, connu pour sa poésie courtoise.
- Ode de Pougy, abbesse de Notre-Dame-aux-Nonnains.
- Guillaume de Machault, (1300?-1377), né à Machault, musicien et poète.
- Jean Jouvenel des Ursins (1360-1431), né à Troyes, magistrat français.

## XVIesiècle

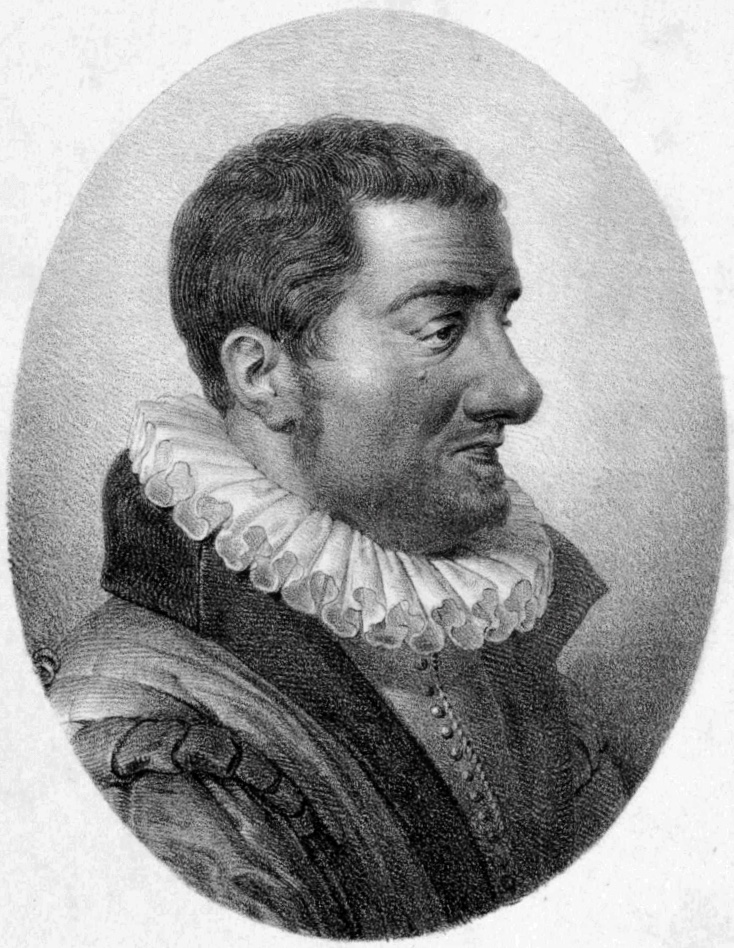
Jean Passerat, Poète et humaniste français

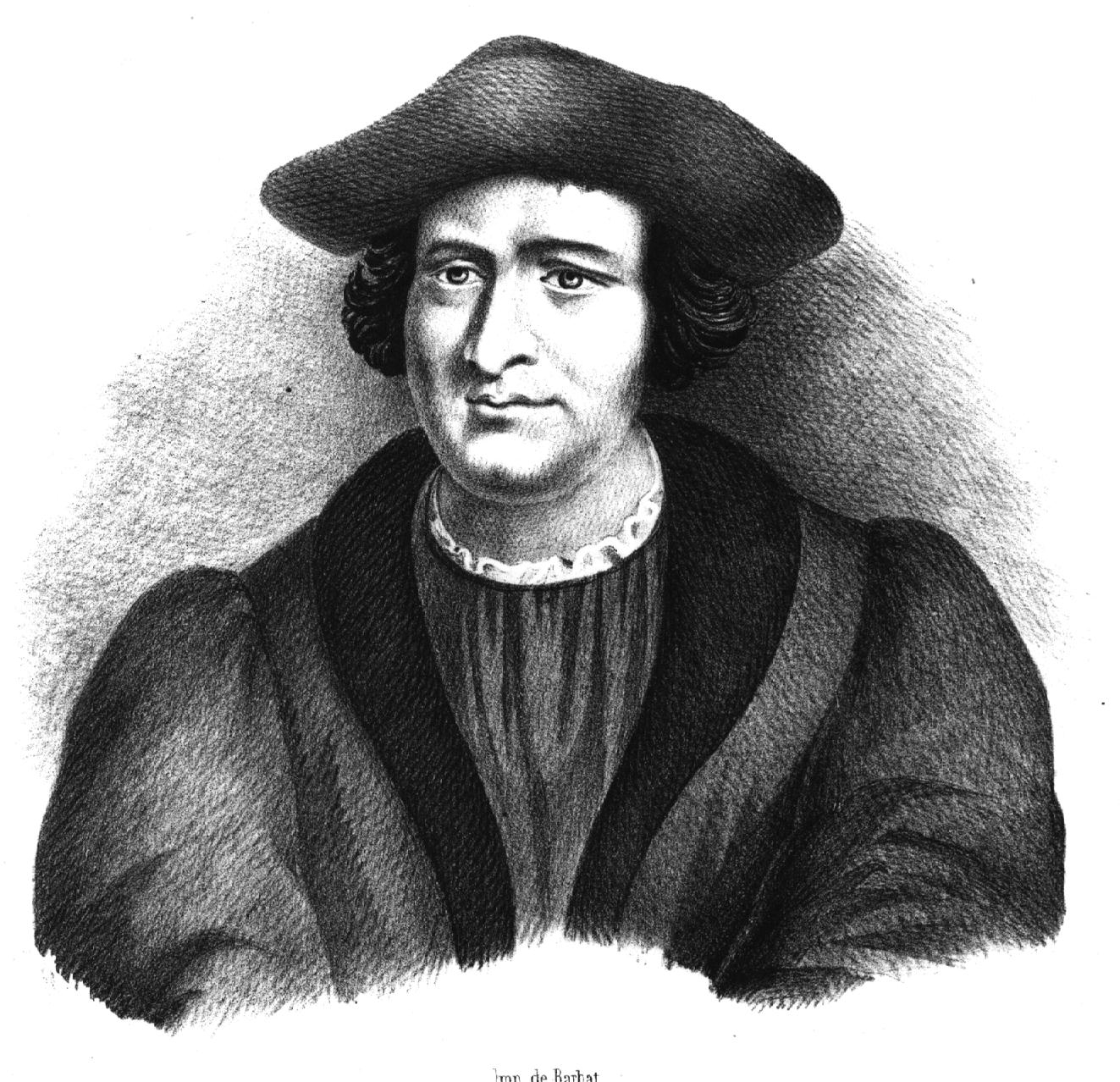
Martin Akakia I (Portrait par Pierre-Michel ou Louis Barbat).

- Gabriel Favereau (-1576), né et mort à Troyes, architecte français.
- Martin Akakia et fils, (1500-1551), né à Châlons-en-Champagne[2], médecin.
- Jean Passerat de Troyes (1534-1602), né à Troyes, écrivain.
- Pierre de Larivey (1540-1619), né à Troyes, dramaturge et traducteur français.
- Jacques Bachot (XVIe siècle), a habité Troyes, sculpteur.
- Pierre Pithou (1539-1596), né à Troyes, avocat et érudit.
- Simon Bélyard (seconde moitié du XVIe siècle), dramaturge.
- Linard Gonthier(1565-après 1642), maître-verrier, a travaillé à Troyes.
- Nicolas Camusat, (1575-1636), chanoine et historien.
- Jean Chalette  (1581-1644), né à Troyes, peintre.
- Jacques de Létin (1597-1661), né et mort à Troyes, peintre.
- Pierre Richer de Belleval, (1555-1632) né à Châlons-en-Champagne, botaniste.

## XVIIesiècle

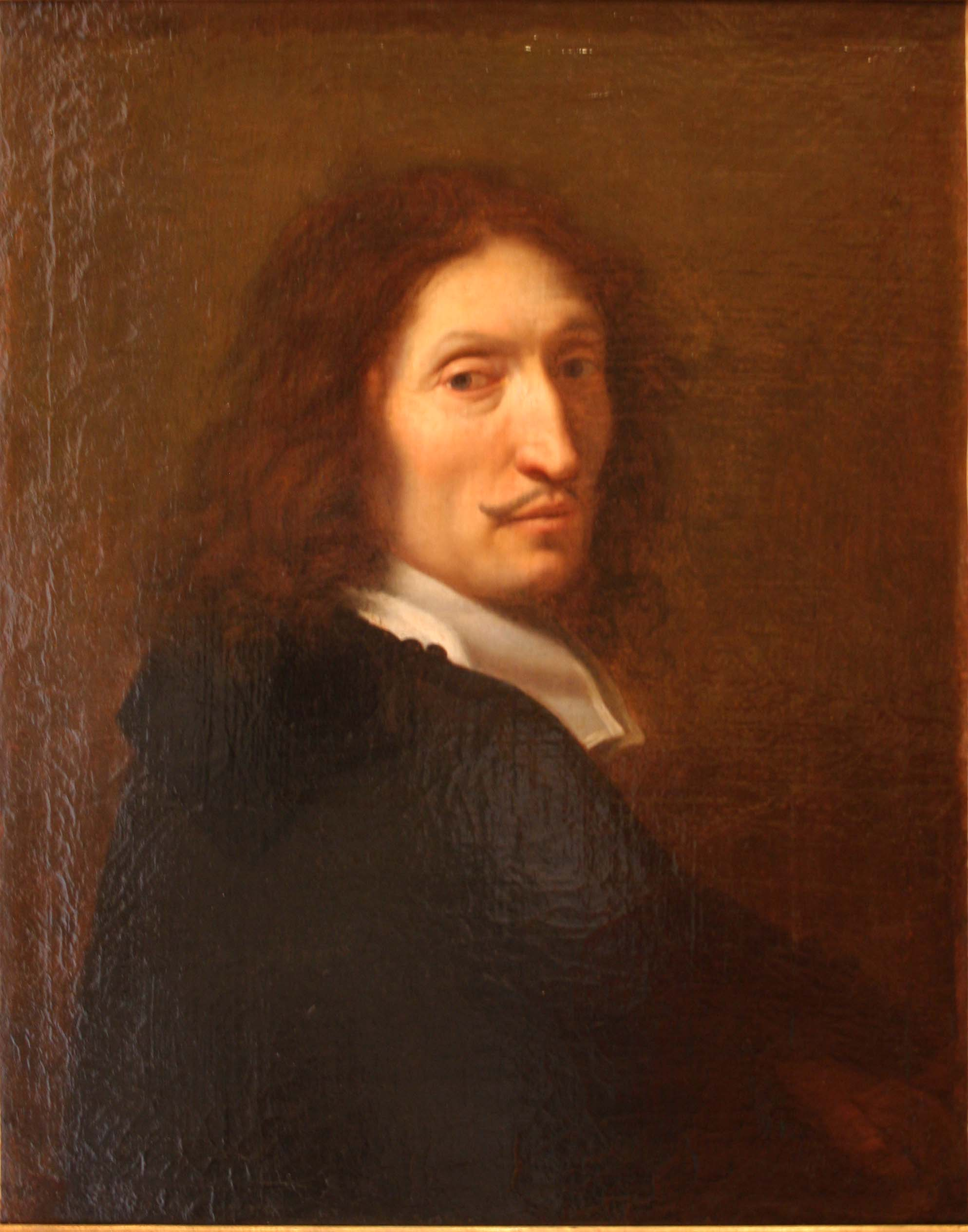
Nicolas Mignard, peintre

- Nicolas Mignard (1606-1668), né à Troyes, peintre français.
- Nicolas Baudesson (1611-1680), né à Troyes, peintre français.
- Nicolas Oudot, imprimeur troyen.
- Pierre Mignard (1612-1695), né à Troyes, peintre français.Jean-Baptiste Colbert, Homme d'État français

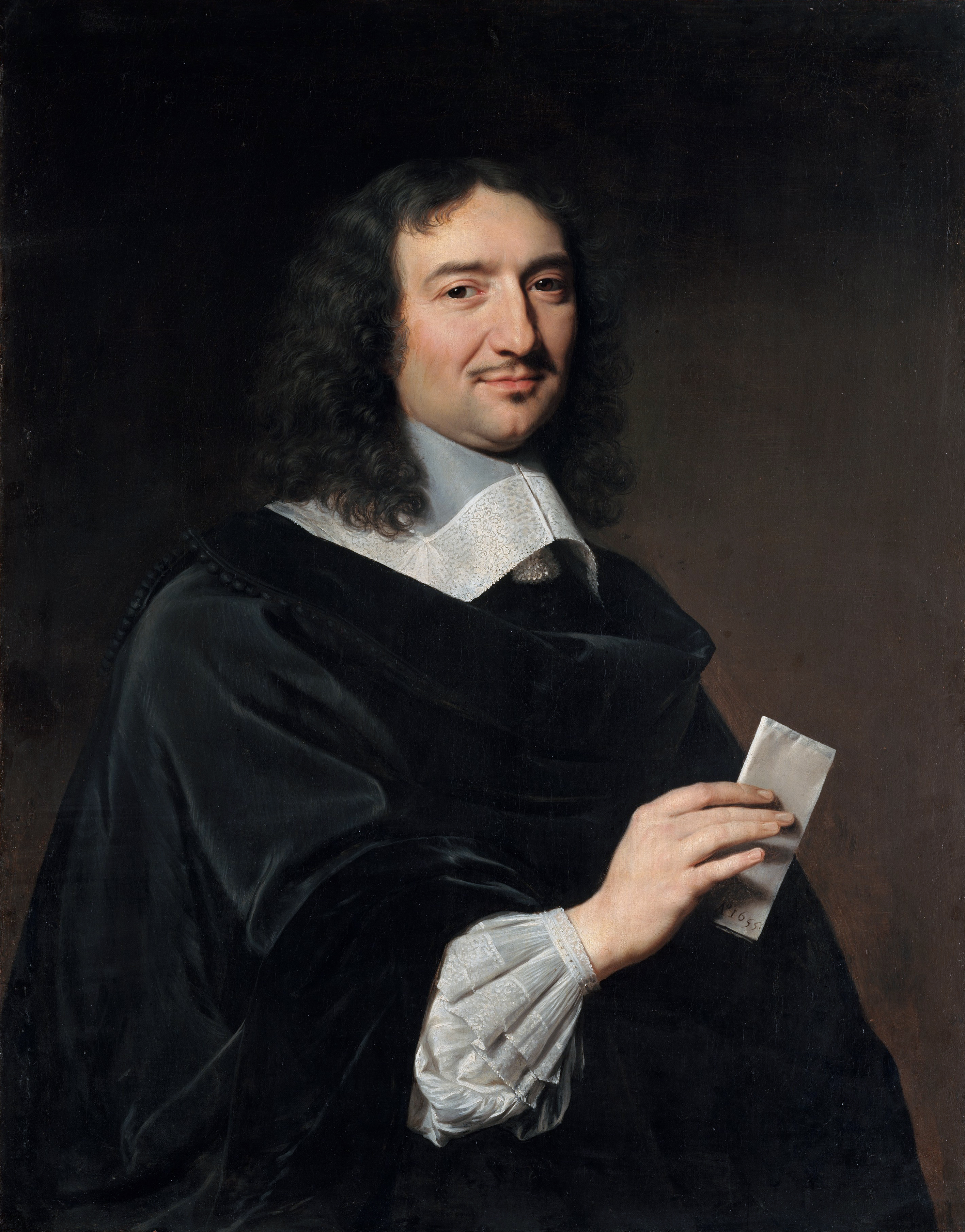
Jean-Baptiste Colbert, Homme d'État français

- Jean de Mesgrigni, représentant des marquis de Mesgrigny, intendant, premier président.
- Jean de Mesgrigny, né à Troyes, mort en 1720, ingénieur et gouverneur de la citadelle de Tournai.
- Marguerite Bourgeoys (1620-1700), née à Troyes, fondatrice de la Congrégation de Notre-Dame de Montréal.
- Pierre de Troyes (1645-1688), capitaine, explorateur.
- François Girardon (1628-1715), né à Troyes, sculpteur français.
- Simon Thomassin (1655-1733), né à Troyes, graveur français.
- Nicolas Siret (1663-1754), né et mort à Troyes, organiste et claveciniste.
- Adrienne Lecouvreur (1692-1730) était une comédienne française, née Adrienne Couvreur à Damery (Marne) près d'Épernay le 5 avril 1692, morte à Paris le 20 mars 1730.
- Edme Bouchardon, (1698-1782), né à Chaumont, sculpteur.
- François Lefebvre de Caumartin, (1668-1733), né à Châlons-en-Champagne, évêque, académicien.
- Jean-Baptiste Colbert, (1619-1683), né à Reims, ministre.*Claude Gillot, (1673-1722), né à Langres, peintre graveur.
- Nicolas de Grigny, (1672-1703) né à Reims, organiste.
- Jeanne Mance, (1606-1673), née à Langres, cofondatrice de Montréal au Québec.
- Pierre Mignard (1612-1695), né à Troyes, peintre.
- Dom Pierre Pérignon, (1639-1715) né à Sainte Menehould, créateur du champagne.*Jean Talon, (1626-1694), né à Châlons-en-Champagne, intendant du Québec.
- Henri de La Tour d'Auvergne dit Turenne, (1611-1675), né à Sedan, Maréchal de France.

## XVIIIesiècle

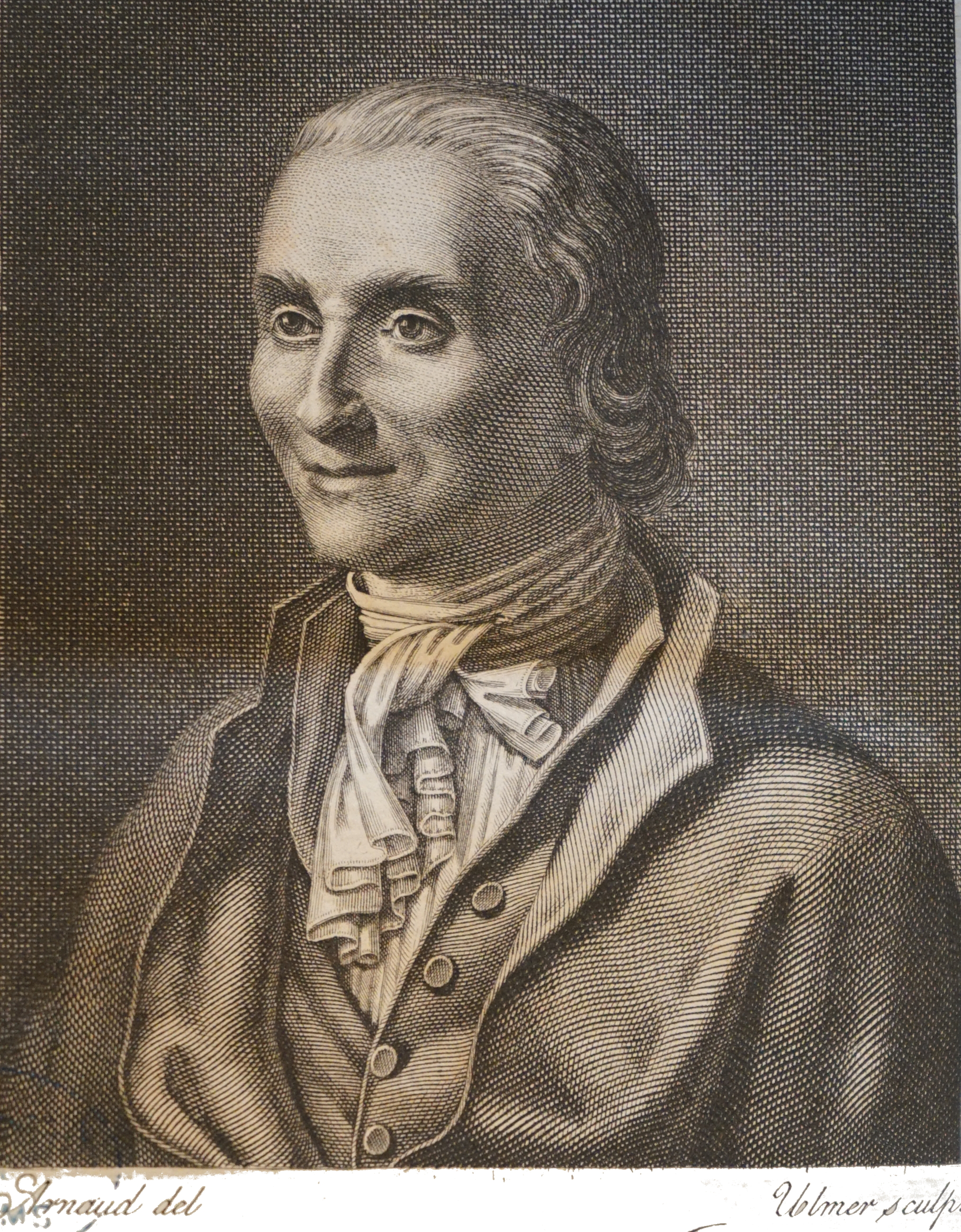
Pierre-Jean Grosley, historien

- Pierre-Jean Grosley (1718-1785), né et mort à Troyes, écrivain
- Pierre Cossard (1720-1784), d'une famille de peintres Troyens, créateur de l'école de peinture gratuite.
- Denis Joseph Demauroy dit Mauroy (1726-1796), général de brigade de la Révolution française, né et mort à Troyes.
- Charles Morard de La Bayette de Galles (1734-1813), général de division de la Révolution française, mort dans cette commune.
- Antoine Simon (1736-1794), né à Troyes, maître cordonnier et gardien de Louis XVII emprisonné au Temple
- Simon de Troyes (1740-1818), né à Troyes, savant bibliothécaire.
- Jean-Antoine Garnier, (1742-1780), éditeur, papetier et libraire.
- Charles Louis Didier Songis l'Aîné (1752-1840), né à Troyes, général de division de la Révolution française.
- Jean-Baptiste Armonville, (1756-1808) né à Reims, révolutionnaire.
- Nicolas Marie Songis des Courbons (1761-1810), né à Troyes, général de division de la Révolution et de l'Empire.
- Marie-Adélaïde Barthélemy-Hadot (1763-1821), romancière et dramaturge.
- Édouard-François Simon (1769-1827), né à Troyes, général de division.
- Pierre Edmé Gautherin (1770-1851), né à Troyes, général d'Empire.
- Henri Prudence Gambey (1787-1847), né à Troyes, constructeur français connu pour la réalisation d'appareils de physique et d'astronomie de grande précision.
- Stanislas Bouquot (1790-1863), né et mort à Troyes, imprimeur-libraire.Nicolas Appert, musée Châlons-en-Champagne

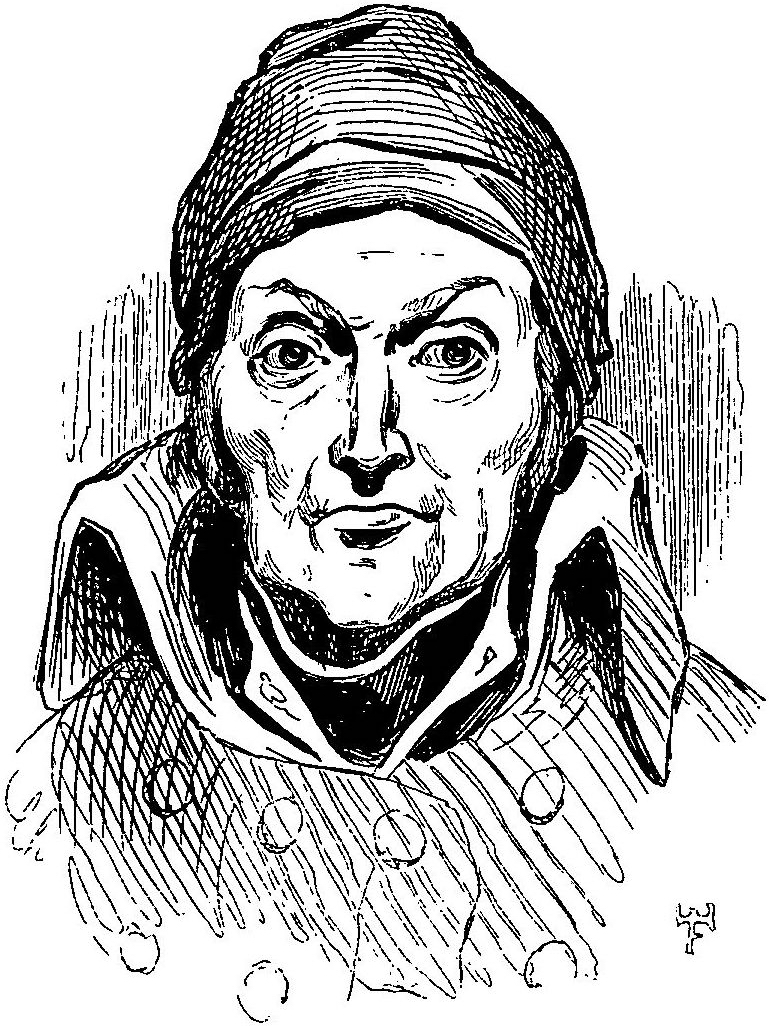
Nicolas Appert, musée Châlons-en-Champagne

- Nicolas Appert, (1749-1841) né à Châlons-en-Champagne, inventeur de l'appertisation (conserve alimentaire).
- Claude-Remy Buirette de Verrières, (1749-1793), né à Verrières, historien, homme politique.
- Adelbert von Chamisso, (1781-1838), né à Ante, écrivain poète de langue allemande.
- Louis Joseph Charlier, (1754-1797), né à Châlons-en-Champagne, révolutionnaire, Conventionnel.Danton, homme politique et révolutionnaire français

Danton, homme politique et révolutionnaire français

- Georges Danton, (1759-1794), né à Arcis-sur-Aube, révolutionnaire.
- François Devienne, (1759-1803), né à Joinville, compositeur.
- Denis Diderot, (1713-1784), né à Langres, philosophe.
- Philippe Lebon, (1767-1804), né à Brachay, inventeur du gaz d'éclairage.
- Claude Nicolas Ledoux, (1736-1806), né à Dormans, architecte visionnaire.
- Etienne Nicolas Mehul, (1763-1817), né à Givet, compositeur.
- Pierre-Louis Prieur de la Marne, (1756-1827), né à Sommesous, révolutionnaire.
- Jacques Alexis Thuriot, (1753-1829), né à Sézanne, révolutionnaire.
- Jean-Rémy Moët, (1748-1841), était un homme politique et commerçant français.
- Nicolas-Louis de Lacaille, (1713-1762), né à Rumigny, astronome.
- Jacques Boucher de Perthes, (1788-1868), né à Rethel, préhistorien.
- Jean-Nicolas Corvisart, (1755-1821), né à Dricourt, médecin, premier médecin de Napoléon.
- Jean-Baptiste Collin de Sussy, (1750-1826), né à Sainte-Menehould, ministre.
- Jean-Baptiste Drouet, (1763-1824), né à Sainte-Menehould, homme politique.
- Edmond-Louis-Alexis Dubois-Crancé, (1747-1814), né à Charleville, révolutionnaire, ministre, homme politique.

## XIXesiècle

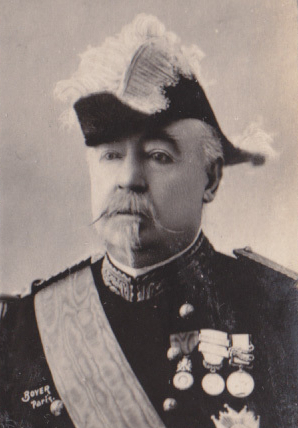
Général Saussier

- Charles Des Guerrois (1817-1916), litérateur et bibliophile.
- Adolphe Napoléon Didron (1806-1867), né à Hautvillers et mort à Paris, archéologue français de renom, spécialiste de l'iconographie du Moyen Âge chrétien
- Emanuel Buxtorf (1823-1904), mort à Troyes, ingénieur mécanicien
- Félix Gustave Saussier (1828-1905), né à Troyes, général
- Charles Baltet (1830-1908), né et mort à Troyes, pépiniériste
- Jules Édouard Valtat (1838-1871), sculpteur, né et mort à Troyes des suites d'une blessure par balle en participant à la défense du siège de Paris en 1871
- Léonie Aviat (1844-1914), étudiante à Troyes, religieuse, fondatrice de la congrégation des Oblates de Saint-François de Sales
- Olivier Pain (1845-1884/85), journaliste et communard, mort au Soudan.
- Jules-Théophile Boucher, (1847-1924), né à Troyes, comédien, Sociétaire de la Comédie-Française
- Émile Coué (1857-1926), né à Troyes, pharmacien et psychologue, à l'origine de la méthode d'auto-suggestion portant son nom.
- Blanche Odin (1865-1957), née à Troyes, aquarelliste

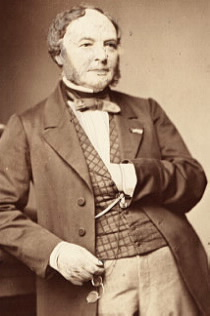
Louis Hachette, éditeur

- Louis Hachette, éditeurÉdouard Herriot (1872-1957), né à Troyes, homme politique français
- Charles Albert Guichard (1874-1913), né à Troyes, médecin français, auteur sous le pseudonyme "Éric Simac" d'ouvrages sur l'homosexualité.
- André Gillier (1882-1935), né à Troyes, industriel
- Maurice Marinot (1882-1960), né et mort à Troyes, artiste peintre et maître verrier
- André Romand (1889-1982), né et mort à Troyes, peintre français
- Suzanne Bernard (1894-1912), né à Troyes et morte à Étampes, une des premières aviatrices françaises
- Robert Antral, (1895-1939) né à Châlons-en-Champagne, peintre* Marcel Arland, (1899-1986) né à Varennes-sur-Armance (Terre-Natale), écrivain académicien.* Xavier Aubryet, (1827-1880) né à Pierry, homme de lettres.
- Paul Fort, (1872-1960), né à Reims, poète.
- Gaston Bachelard, (1864-1962), né à Bar-sur-Aube, philosophe.
- Alfred Boucher, (1850-1934), né à Nogent-sur-Seine, sculpteur.
- Jules-Théophile Boucher, (1847-1924), né à Troyes, comédien, sociétaire de la Comédie-Française.
- Victor-Eugène Bours, (1848-) né à Reims, auteur de pièces de théâtre de boulevard.
- Alfred Chanzy, (1823-1883), né à Nouart, général.
- Jean-Baptiste Clément, (1836-1903), chansonnier et journaliste, fonde en 1885 le cercle d'études socialistes l'Etincelle à Charleville et la fédération socialiste des Ardennes.
- Pierre Dac, (1893-1975), né à Châlons-en-Champagne, humoriste.

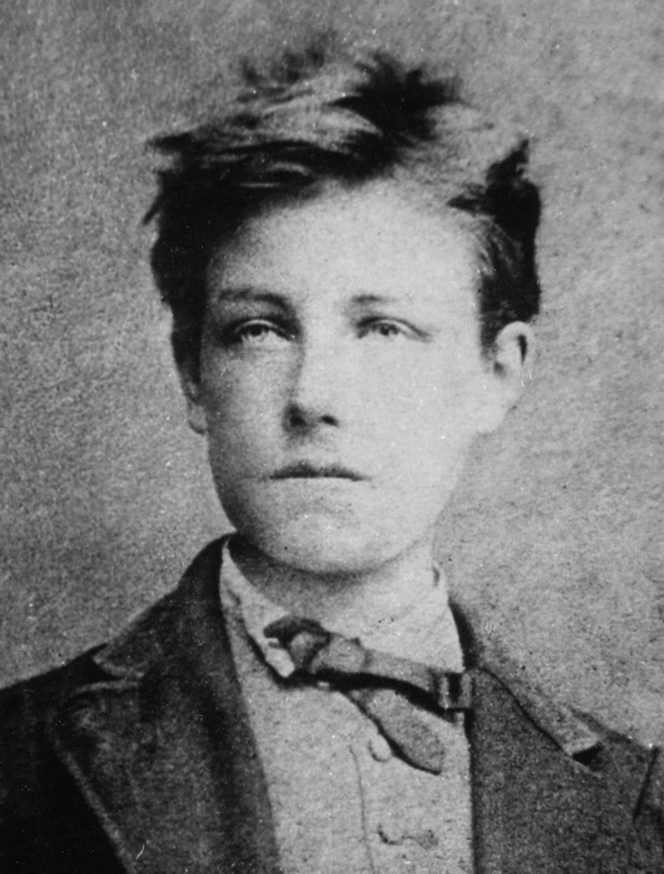
Rimbaud

- RimbaudRobert Debré, (1882-1978), né à Sedan, médecin pédiatre.
- Charles de Gaulle, (1890-1970), militaire, écrivain, Président de la République, homme politique, repose à Colombey-les-Deux-Églises.
- Louis Hachette, (1800-1864), né à Rethel, éditeur.
- Édouard Herriot, (1872-1957), né à Troyes, homme politique.
- Henri-Gustave Joly de Lotbinière, (1829-1879), né à Épernay, quatrième Premier ministre du Québec de 1878 à 1879.
- Théophile Malicet, (1897-1976) né à Nouzonville (Ardennes), écrivain, prix de poésie populiste 1948.* Albin Michel, (1873-1943), né Bourmont, éditeur.
- Louise Michel, (1830-1905), née à Vroncourt-la-Côte, femme politique.
- Étienne Œhmichen, (1884-1955), né à Châlons-en-Champagne, ingénieur, inventeur de l'hélicoptère, du stromboscope, d'une pompe à vide, d'une caméra à haute fréquence.
- Gaston Paris, (1839-1903), né à Avenay-Val-d'Or, historien, académicien.
- Maurice Renard, (1875-1939), né à Châlons-en-Champagne, romancier.
- Arthur Rimbaud, (1854-1891), né à Charleville, poète.
- Jean Rogissart, (1894-1961), né à Braux actuellement Bogny-sur-Meuse, écrivain.
- Charles-Adzir Trouillot, (1859-1933), né à Burey-en-Vaux, sculpteur.
- Adolphe Willette, (1857-1926), né à Châlons-en-Champagne, peintre.Albert Caquot, (1881-1976), né à Vouziers, ingénieur membre de l'Académie des sciences.* Edouard Piette, (1827-1906), né à Aubigny, magistrat, géologue, archéologue, préhistorien.

## XXesiècle
- Henri Terré (1900-1978), né à Paris et mort à Troyes, homme politique, résistant, ancien maire de Troyes (1947-1972), ancien sénateur de l'Aube (1968-1978)
- Louis Poterat (1901-1982), né à Troyes, parolier français
- Maurice Holtzer (1906-1960), né à Troyes, boxeur français champion de France, d'Europe EBU et du monde IBU des poids plumes
- Pierre Amandry (1912-2006), né à Troyes, helléniste
- Georges Guingouin (1913-2005), mort à Troyes résistant et homme politique français
- Paul Feller (1913-1979), jésuite, initiateur de la « Maison de l'outil et de la pensée ouvrière » à Troyes
- Franck Bauer (1918-2018), né à Troyes, animateur de radio, batteur de jazz, haut fonctionnaire et universitaire français.
- Robert Galley (1921-2012), homme politique français, ancien maire de Troyes
- Angelico Surchamp (1923-), né à Troyes, moine bénédictin, fonde les  Éditions  Zodiaque, photographe, fresquiste, musicologue
- Jean David (1924-2013), écrivain, ancien secrétaire général de la mairie de Troyes (1969-1974), ancien sénateur de l'Aube (1978-1980)
- Michel Laclos (1926-2013), né à Troyes, cruciverbiste
- Jacques Siclier (1927-2013), né à Troyes, critique de cinéma
- René Bliard (1932-2009), joueur  de football, né  à Dizy  et mort  à Montreuil ayant joué au poste d'avant-centre à la « grande époque » du Stade de Reims
- Yves Patenôtre (1940-), né à Troyes, archevêque de Sens-Auxerre
- Jack Pani (1946-), né à Troyes, athlète international, ayant été, en 1967, le premier français à dépasser les 8 mètres au saut en longueur.
- Claudie Pierlot  (1947-2009), née à Troyes, styliste
- Alain Suguenot (1951-) , né à Troyes, homme politique
- Vincent Bouillat (1953-), né à Troyes, sculpteur animalier
- Jean Tirole (1953-), né à Troyes, économiste, Prix Nobel d'économie 2014
- Jean-Marie Bigard (1954-), né à Troyes, humoriste français
- Christian Brendel (1957-), né à Troyes, acteur et metteur en scène
- Tex (1960-), a habité Troyes, humoriste et présentateur de télévision français
- Thierry Ragueneau (1960-), né à Troyes, acteur et chanteur français
- Didier Bienaimé (1961-2004), né à Troyes, acteur français
- Pascal Caffet (1962-), né à Troyes, chef pâtissier, chocolatier, meilleur ouvrier de France, champion du monde  pâtissier-chocolatier-glacier en 1995
- Cendrine Dominguez (1962-), née à Troyes, animatrice télévision française
- Franck Bonnet (1964-), né à Troyes, auteur de bandes dessinées
- Raphaël Mezrahi (1964-), a habité Troyes, humoriste français
- François Baroin (1965-), homme politique français, maire de Troyes
- François Simon (1968-), né à Troyes, coureur cycliste français
- Virginie Joron (1973-), née à Troyes, personnalité politique
- Élodie Hesme  (1974-), née à Troyes, actrice et parolière française
- Annelise Hesme  (1976-), née à Troyes, actrice française
- Alban Michon  (1977-), né à Troyes, explorateur français
- Clotilde Hesme (1979-), née à Troyes, actrice française

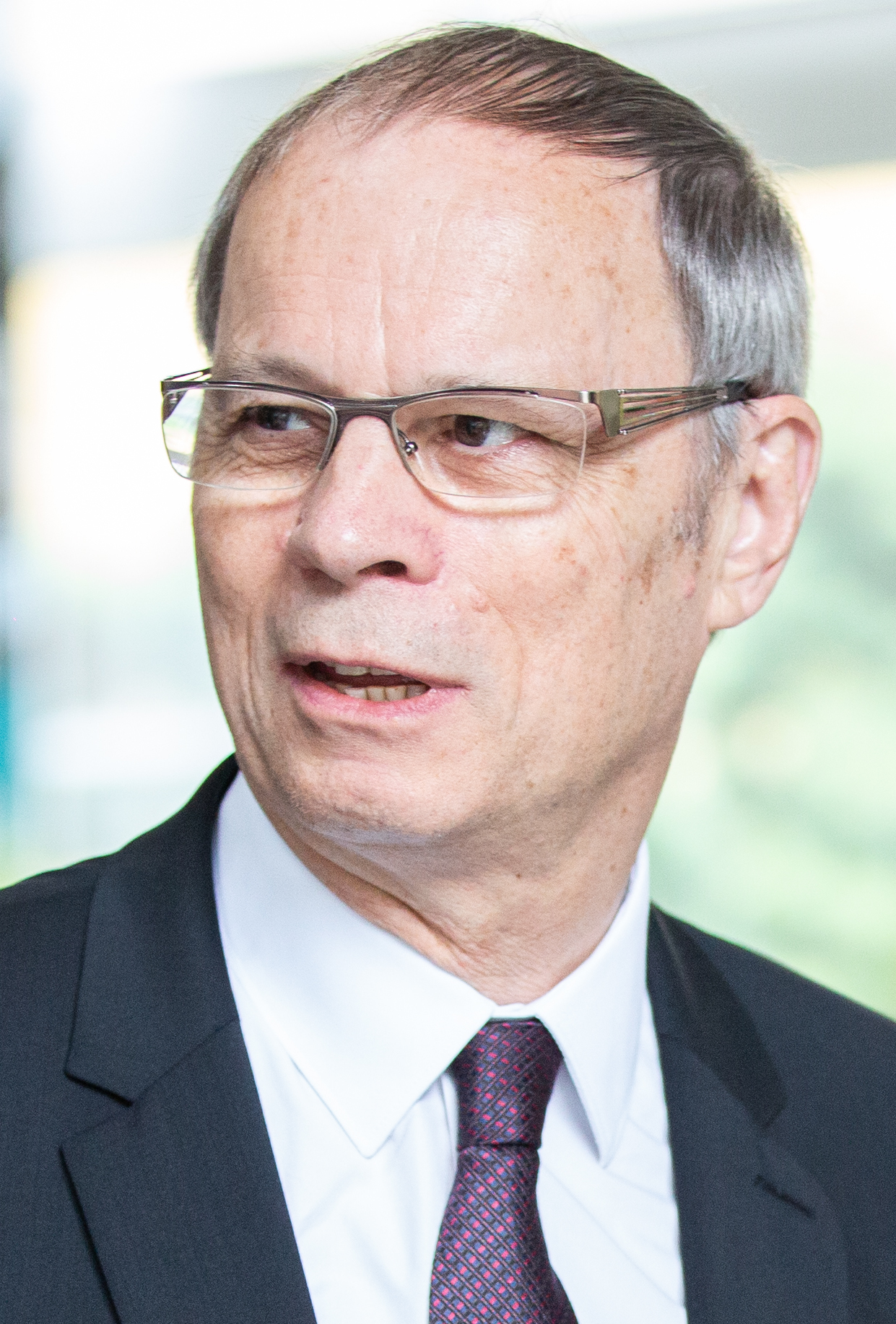
Jean Tirole, prix de l'Académie Nobel pour l'économie

- Jean Tirole, prix de l'Académie Nobel pour l'économiePauline Lefèvre (1981-), née à Troyes, animatrice de télévision et actrice française
- Damien Perquis (1984-), né à Troyes, footballeur professionnel.
- Xavier Bertrand, 1965, né à Châlons-sur-Marne, homme politique, ministre.
- Jean Cabut dit Cabu (1938 - 2015), né à Châlons-sur-Marne, dessinateur humoristique.
- André Isoir, 1935, né à Saint-dizier, organiste.
- Yannick Noah, 1960, né à Sedan, sportif, chanteur.
- Jean-Paul Penin, 1949, né à Saint-Dizier, chef d'orchestre.
- Jack Ralite, 1928, né à Châlons-sur-Marne, ministre, homme politique.
- Albert Uderzo (1927-2020), né à Fismes, dessinateur.
- Jeremy Ferrari, (1985) né à Charleville Mézières, humoriste.
- Marcel Camus, (1912-1982), né à Chappes, scénariste de cinéma et de théâtre.
- Professeur Choron, (1929-2005), né à La Neuville-aux-Bois, écrivain, chanteur et humoriste.
- Maurice Couve de Murville, (1907-1999), né à Reims, premier ministre, homme politique.
- André Dhôtel, (1900-1991), né à Attigny, écrivain.
- Bernard Dimey, (1931-1981), né à Nogent, poète, auteur de chansons.
- Bernard Fresson, (1931-2002), né à Reims, acteur.
- Yves Gibeau, (1916-1994), né à Bouzy, écrivain.
- Jean Girault ,(1924-1982), né à Villenauxe-la-Grande, réalisateur de cinéma.
- Alexis Gruss père, (1909-1985), repose à Reims.
- Henri Guillaumet, (1902-1940), né à Bouy, pionnier de l'aéropostale.
- Yanny Hureaux, (Yannick) (1939), écrivain, chroniqueur et romancier, vit à Gespunsart (Ardennes).
- Rémi Hess, (1947), écrivain et sociologue, universitaire, fondateur des Presses universitaires de Sainte-Gemmes.
- Olivier Messiaen, (1908-1992), compositeur, organiste, séjours à Fuligny, 1928-1931.
- Patrick Poivre d'Arvor,(1947-), né à Reims, journaliste, écrivain, présentateur de télé, animateur radio, metteur en scène.
- Christian Poncelet, (1928-2020), né à Blaise, président du Sénat , homme politique.
- Jean Robic, (1921-1980), né à Condé-lès-Vouziers, coureur cycliste.
- Mano Solo, Emmanuel Cabut, (1963-2010) né à Châlons-en-Champagne, chanteur.
- Jean Taittinger, (1923-2012), député de la Marne (1958-1979), maire de Gueux puis maire de Reims (1959-1977), Ministre de la Justice (1970-1974).
- Frédérick Tristan, (1931-) né à Sedan, écrivain.
- Djibril Sidibé (football, 1992), né à Troyes, footballeur professionnel jouant à l'AS Monaco et en Équipe de France de football